# 1997 VM5
1997 VM5 är en asteroid i huvudbältet som upptäcktes 8 november 1997 av den japanska astronomen Takao Kobayashi vid Ōizumi-observatoriet.
Asteroiden har en diameter på ungefär 8 kilometer och den tillhör asteroidgruppen Themis.